# ليف (رياضيات)
في الرياضيات، لِيفُ نقطةٍ y من الدالة f : X → Y (أو سابقُها) هو صورةُ {y} العكسيةُ تحت f، والتي تحقق {\displaystyle f^{-1}(\{y\})=\{x\in X:f(x)=y\}}
ويقال «ليف  الدالة f عند y».